# Великородных, Юрий Павлович
Ю́рий Па́влович Великоро́дных (18 февраля 1942, Александровск) — советский легкоатлет-марафонец, выступал на всесоюзном уровне в конце 1960-х — середине 1970-х годов. Чемпион СССР по марафону, чемпион Спартакиады народов СССР, участник двух летних Олимпийских игр и трёх чемпионатов Европы. На соревнованиях представлял спортивное общество «Буревестник» и Пермскую область, мастер спорта международного класса. Также известен как тренер по лёгкой атлетике и спортивный функционер.

## Биография
Юрий Великородных родился 18 февраля 1942 года в городе Александровске Пермской области. Рос в деревне в многодетной семье, у него было семеро братьев и одна сестра. После окончания общеобразовательной школы поступил в Кизеловский горный техникум, затем в 1960 году был призван в ряды Вооружённых Сил СССР.
Демобилизовавшись, с 1964 года обучался на горном факультете Пермского политехнического института (ныне Пермский национальный исследовательский политехнический университет) — здесь начал серьёзно заниматься лёгкой атлетикой, проходил подготовку под руководством тренера Юрия Васильевича Старюка, состоял в добровольном спортивном обществе «Буревестник». Первое время выступал в беге на средние дистанции, но впоследствии сменил специализацию на марафон. В 1968 году выиграл марафон в Молдавии и выполнил тем самым норматив мастера спорта. В 1969 году был включён в состав советской сборной и съездил на европейское первенство в Афины, где показал на финише пятнадцатый результат.
Первого серьёзного успеха на всесоюзном уровне добился в сезоне 1970 года, когда выступил на чемпионате СССР в Минске и выиграл в программе марафона серебряную медаль. Кроме того, финишировал седьмым на Кошицком международном марафоне мира и двенадцатым на Фукуокском марафоне. Год спустя одержал победу на летней Спартакиаде народов СССР в Москве и стал тем самым чемпионом страны по марафону (соревнования имели статус 43-го чемпионата СССР по лёгкой атлетике). Попав в основной состав советской национальной сборной, выступил на чемпионате Европы в Хельсинки, где занял 19 место.
В 1972 году на всесоюзном первенстве по марафону в Великом Новгороде Великородных выиграл серебряную медаль, уступив на финише только Анатолию Баранову. Благодаря череде удачных выступлений удостоился права защищать честь страны на летних Олимпийских играх в Мюнхене — в итоге занял здесь четырнадцатое место, отстал от победившего американца Фрэнка Шортера почти на восемь минут.
После мюнхенской Олимпиады Юрий Великородных остался в основном составе советской национальной сборной и продолжил принимать участие в крупнейших международных соревнованиях. Так, на чемпионате СССР в Москве он был вторым позади Виктора Краузе. В следующем сезоне на всесоюзном первенстве по марафону в Клайпеде взял верх над всеми своими соперниками и завоевал награду золотого достоинства, побывал на чемпионате Европы в Риме, но финишировать здесь не смог. Будучи одним из лидеров марафонской команды СССР, благополучно прошёл квалификацию на Олимпийские игры 1976 года в Монреале — на сей раз показал на финише двадцать четвёртый результат, проиграв победившему представителю ГДР Вальдемару Церпински около десяти минут. Также в этом сезоне установил личный рекорд в марафоне — 2:12:59. Всего за свою жизнь пробежал 34 марафона, преодолев дистанцию более 150 тыс. километров. За выдающиеся спортивные достижения удостоен почётного звания «Мастер спорта СССР международного класса».
После завершения карьеры спортсмена занялся тренерской деятельностью, в частности в период 1983—1986 годов занимал должность старшего тренера сборной команды СССР по марафону, в том числе в 1985 году под его руководством женская советская команда выиграла серебряные медали на Кубке мира по марафону в Хиросиме. Впоследствии назначен на пост вице-президента Федерации лёгкой атлетики Пермского края, неоднократно выступал организатором крупных спортивных мероприятий в регионе.